# Telmatoscopus maculoides
Telmatoscopus maculoides är en tvåvingeart som beskrevs av Quate 1959. Telmatoscopus maculoides ingår i släktet Telmatoscopus och familjen fjärilsmyggor. Inga underarter finns listade i Catalogue of Life.